# Cabov
Cabov (bis 1927 slowakisch „Cabovce“; ungarisch Csábóc – bis 1907 Cábóc oder Cabóc) ist eine Gemeinde im Osten der Slowakei mit 350 Einwohnern (Stand 31. Dezember 2024), die im Okres Vranov nad Topľou, einem Teil des Prešovský kraj, liegt.

## Geographie
Die Gemeinde befindet sich im nordwestlichen Teil des Ostslowakischen Tieflands, in der Untereinheit Ostslowakisches Hügelland, am östlichen Hang des Gebirges Slanské vrchy, im Tal des Baches Cabovský potok im Einzugsgebiet der Topľa. Das Ortszentrum liegt auf einer Höhe von 222 m n.m. und ist 13 Kilometer von Vranov nad Topľou entfernt.
Nachbargemeinden sind Davidov im Westen, Nordwesten und Norden, Sačurov im Nordosten, Sečovská Polianka im Osten und Südosten, Kravany im Süden und Banské im Südwesten.

## Geschichte

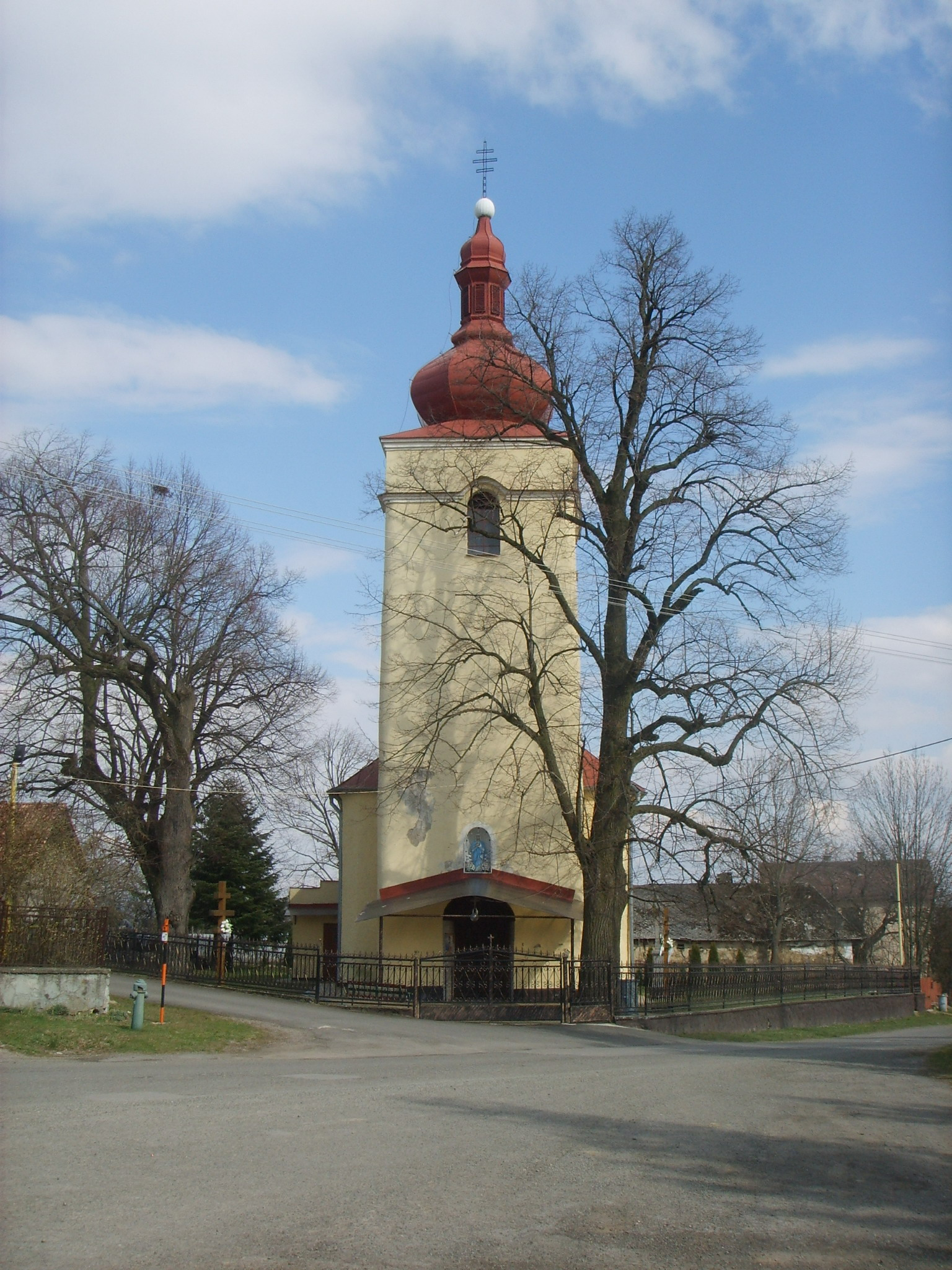
Kirche in Cabov

Cabov wurde zum ersten Mal 1410 als Chabolch schriftlich erwähnt, weitere historische Bezeichnungen sind unter anderen Czobacz (1458), Czabocz (1459), Czabowecz (1773) und Cabow (1808). Im Jahr der Ersterwähnung lag das Dorf in der Herrschaft der Burg Čičava, später war es Besitz mehrerer Gutsherren und im 19. Jahrhundert der Familie Hadik-Barkóczy sowie anderer Familien. 1715 gab es 18 Haushalte, 1787 hatte die Ortschaft 45 Häuser und 285 Einwohner, 1828 zählte man 54 Häuser und 394 Einwohner, die als Fuhrleute, Holzfäller und Hirten tätig waren. Die Einwohner nahmen am Ostslowakischen Bauernaufstand von 1831 teil.
Bis 1918 gehörte der im Komitat Semplin liegende Ort zum Königreich Ungarn und kam danach zur Tschechoslowakei beziehungsweise heute Slowakei. Auch in der Zeit der ersten tschechoslowakischen Republik verblieb die Bevölkerung bei traditionellen Einnahmequellen. Nach dem Zweiten Weltkrieg wurde die örtliche Einheitliche landwirtschaftliche Genossenschaft (Abk. JRD) im Jahr 1959 gegründet, ein Teil der Einwohner pendelte zur Arbeit nach Košice und Poprad.

## Bevölkerung
| Jahr                | 1994 | 2004    | 2014    | 2024     |
| ------------------- | ---- | ------- | ------- | -------- |
| Anzahl der Personen | 414  | 422     | 398     | 350      |
| Unterschied         |      | +1,93 % | −5,68 % | −12,06 % |

| Jahr                | 2023 | 2024    |
| ------------------- | ---- | ------- |
| Anzahl der Personen | 354  | 350     |
| Unterschied         |      | −1,12 % |

Nach der Volkszählung 2011 wohnten in Cabov 410 Einwohner, davon 401 Slowaken und ein Ukrainer. Acht Einwohner machten keine Angabe zur Ethnie.
248 Einwohner bekannten sich zur griechisch-katholischen Kirche, 143 Einwohner zur römisch-katholischen Kirche sowie jeweils zwei Einwohner zur evangelisch-methodistischen Kirche, zur orthodoxen Kirche und zur reformierten Kirche. Sieben Einwohner waren konfessionslos und bei sechs Einwohnern wurde die Konfession nicht ermittelt.

## Bauwerke und Denkmäler
- griechisch-katholische Kirche Geburt der allheiligen Gottesmutter im barock-klassizistischen Stil aus dem Jahr 1804[6]

## Verkehr
Nach Cabov führt die Cesta III. triedy 3626 („Straße 3. Ordnung“) von Sečovská Polianka (Anschluss an die Cesta I. triedy 79 („Straße 1. Ordnung“)) sowie eine nicht klassifizierte Straße von Davidov heraus. Der nächste Bahnanschluss ist in Sečovská Polianka an der Bahnstrecke Trebišov–Vranov nad Topľou, seit 2003 wird der dortige Bahnhof im regelmäßigen Personenverkehr nicht mehr angefahren, der nächste angefahrene Bahnhof ist seither in Vranov nad Topľou.